# 547612 Károligáspár
547612 Károligáspár è un asteroide della fascia principale. Scoperto nel 2010, presenta un'orbita caratterizzata da un semiasse maggiore pari a 2,7783704 au e da un'eccentricità di 0,1813634, inclinata di 6,75560° rispetto all'eclittica.
L'asteroide è dedicato al pastore calvinista ungherese Gáspár Károli.